# Nový Nelahozeveský tunel
Nový Nelahozeveský tunel je plánovaný železniční tunel na katastrálním území Lobeč v Kralupech nad Vltavou na železniční trati Praha–Děčín mezi stanicí Kralupy nad Vltavou a zastávkou Nelahozeves zámek na rekonstruovaném úseku trati v km  438,010 – 440,500.

## Historie
Železnice byla uvedena do provozu v roce 1850 jako součást Severní státní dráhy. V osmdesátých letech 20. století byla provedena elektrizace tratě. Na trati byly v roce 1848 postaveny tři jednokolejné tunely (Nelahozeveský tunel I, II, III). V roce 1942 byly zvětšeny a byly v nich položeny dvě koleje. Sanace tunelů byla provedena v období od roku 1976 do roku 1985. V rámci modernizace prvního železničního koridoru by měl být v předpokládaném období 2023–2027 postaven nový jednokolejový tunel souběžný se stávajícími tunely, které by měly být opraveny a upraveny na jednokolejné s optimální prostorovou průchodností a možností zvýšení traťové rychlosti na 160 km/h.

## Plánovaná rekonstrukce
Pro modernizaci Nelahozeveských tunelů byl v roce 2016 schválen záměr projektu, v roce 2017 bylo vydáno stanovisko EIA a v listopadu 2020 bylo zahájeno územní řízení. Stavební povolení by mělo být vydáno v roce 2023, vyhlášení výběrového řízení by mělo proběhnout v roce 2022  a realizace stavby v období 2023–2027.

## Popis plánované výstavby
Tunel dlouhý 471,675 metrů byl měl být ražen v karbonském arkózovém pískovcovém masívu Lobečské skály podle zásad nové rakouské tunelovací metody. V severní části, kde by se měl výjezd blížit k Nelahozeveskému tunelu III, je nízké nadloží a nedaleko tektonická porucha.

#### Boční štola
Aby byl během výstavby co nejméně omezen provoz na železnici, měla by být provedena ražba boční svážné štoly. Ta by měla být dlouhá asi 240 m, měla by být vyztužená obloukovými příhradovými ocelovými rámy, ocelovými sítěmi, stříkaným betonem a systémovým kotvením. Z boční štoly bude provedeno ražení požadovaného tunelu ve směru k oběma portálům. Po ukončení prací na tunelu bude boční štola zasypána.

#### Portály
U jižního (vjezdového) portálu by měla být odstřelena skalní stěna a u severního provedeno hřebíkování skalní stěny a umístění provizorní sítě. Čtyřicetimetrová příkrá stěna by měla být upravena tak, aby se na ni nezdržovala voda a sníh. Ve stěně by měl být proveden zářez pro dočasné kotvení a provedení mikropilotáže pro železobetonovou podpůrnou stěnu.
U severního (vjezdového) portálu by měla být provedena trysková injektáž a ochranný mikropilotový deštník. U obou portálů po provedení zajišťovacích prací by měla být provedena prorážka a primární i sekundární ostění zesílené.

#### Nový tunel
Tunel by měl být jednokolejný vybavený po obou stranách ve vzdálenosti 25 m bezpečnostními výklenky, únikovými chodníky a protipožárním suchovodem. Délka tunelu by měla být 471,675 m, výška 8,5 m, šířka 8,6 m, únikové chodníky by měly být široké 0,8 m, rychlost 160 km/h.
Po ukončení výstavby nového tunelu bude do něj  převedena doprava a stávající tři tunely budou rekonstruovány. Po dokončení rekonstrukce bude v novém tunelu provozována doprava ve směru na Kralupy nad Vltavou.